# توری ادواردز
توری ادواردز (انگلیسی: Torri Edwards؛ زادهٔ ۳۱ ژانویهٔ ۱۹۷۷) ورزشکار دو و میدانی اهل ایالات متحده آمریکا است.